# Sea Islands
Las Sea Islands (en español: islas del Mar) son una cadena de islas mareales y de barras situadas a lo largo de la costa de la región media atlántica de los Estados Unidos, entre las bocas de los ríos Santee y St. Johns. En total, hay unas 100 islas, distribuidas por las costas de los estados de Carolina del Sur, Georgia y Florida.
Las islas fueron conquistadas por los españoles en 1568. Estaban habitadas por las tribus nativas de los creeks y los guales. Durante la guerra civil estadounidense, la Armada de la Unión ocupó las islas muy tempranamente. Los habitante blancos sureños se refugiaron en la costa, en manos aún de los Confederados. En cambio, los esclavos negros permanecieron en las islas y, tras la proclamación de la emancipación por el presidente Abraham Lincoln, desarrollaron una forma de vida específica y una cultura criolla propia, denominada gullah, que incluía formas musicales propias.
Las Sea Islands fueron arrasadas por un gran huracán en 1893. Actualmente, han desarrollado una economía basada en el turismo, con fuerte implantación de hoteles, centros turísticos y balnearios.

## Principales islas

### Carolina del Sur
Islas en el condado de Beaufort
- Cane Island
- Cat Island
- Coosaw Island
- Dataw Island
- Daufuskie Island
- Distant Island
- Fripp Island
- Gibbes Island
- Hilton Head Island
- Hunting Island
- Lady's Island
- Morgan Island
- Parris Island
- Port Royal Island
- Pritchards Island
- St. Helena Island
- St. Phillips Island

Islas en el condado de Charleston
- Bear Island (Isla del Oso)
- Bull Island (Isla del Toro)
- Daniel Island (Isla Daniel)
- Dewees Island
- Edisto Island
- Folly Island
- Isle of Palms
- James Island
- Johns Island
- Kiawah Island
- Morris Island
- Seabrook Island (Isla Arroyo del mar)
- Sullivans Island
- Wadmalaw Island

### Georgia
- The Golden Isles of Georgia
  - Cumberland Island
  - Jekyll Island
  - Little St. Simons Island
  - Sea Island
- Ossabaw Island
- St. Catherines Island
- St. Simons Island
- Sapelo Island
- Tybee Island

### Florida
- Amelia Island
- Fernandina Beach